# Мэдисон (велогонка)

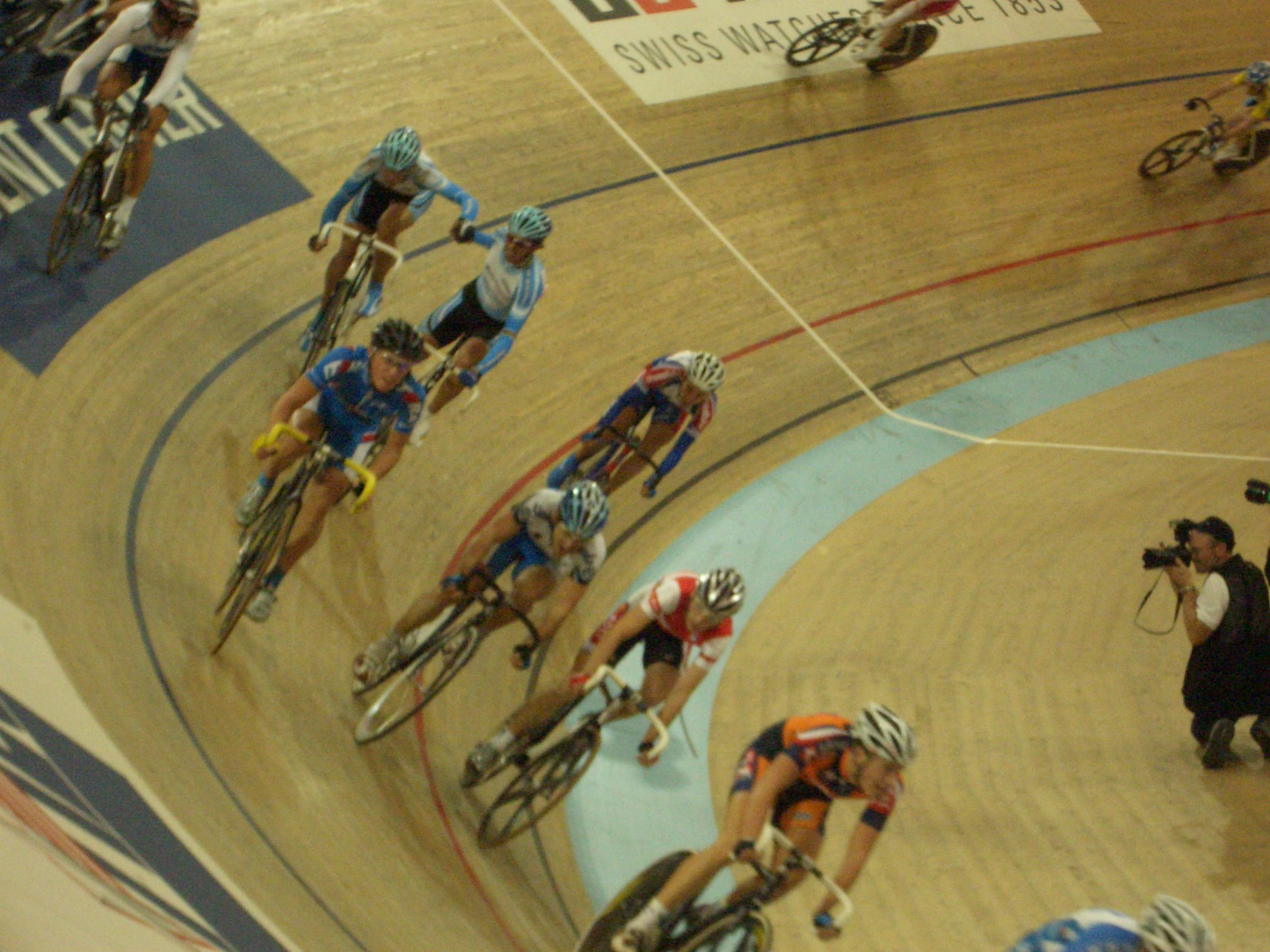
Гонщик продвигает своего партнёра как рогатка, во время мэдисона.

Мэдисон (англ. Madison) — один из видов командных велотрековых гонок на выносливость. Своё название гонка получила благодаря спортивному комплексу Мэдисон-сквер-гарден в Нью-Йорке, где впервые были проведены соревнования в этой дисциплине. Также гонка известна под названием  Американка (фр. Course à l'américaine, итал. Americana, исп. Americana).

## История
Когда в 1898 году спортсменам в США запретили соревноваться более 12 часов в день в очень популярных в то время шестидневных гонках, организаторы придумали новую дисциплину — мэдисон. Два спортсмена могли соревноваться в течение целых суток, при этом не нарушая закона, проезжая бо́льшую дистанцию с бо́льшими скоростями, что привлекало больше зрителей.
До 90-х годов XX века соревнования по мэдисону в основном проводились в рамках шестидневных гонок. Только в 1995 году эту дисциплину включили в программу Чемпионата мира среди мужчин, а в 2000 году на Олимпиаде в Сиднее впервые определили олимпийского чемпиона среди мужчин в мэдисоне. Однако в 2012 году в Лондоне гонка была исключена из программы.
В 2017 году впервые прошли соревнования по мэдисону в рамках Чемпионата мира среди женщин.
В июне 2017 года Международный олимпийский комитет объявил, что мэдисон будет добавлен в олимпийскую программу летних Олимпийских игр 2020 года. Таким образом на Олимпиаде 2020 года произошло возвращение мужских соревнований в мэдисоне, а также дебют женских соревнований в мэдисоне как олимпийском виде спорта.

## Правила
Мэдисон достаточно сложный с точки зрения тактики. Соревнования проводятся между командами из двух человек (иногда трех) на дистанции до 50 км у мужчин, 30 км — у женщин. Количество команд-участниц не может превышать 18.
Гонщики делятся на две группы, в каждую из которых входит по одному гонщику из всех команд. Старт первой группы производится с ходу после прохождения велогонщиками одного нейтрального круга. Гонщикам второй группы можно начинать движение только после старта первой группы.
Спортсмены одной команды, поочередно сменяя друг друга, должны набрать наибольшее количество очков на промежуточных финишах. Члены команд могут вступать в гонку после касания руки или велошорт гонщика, в данный момент находящегося на треке. В то время как один гонщик в гонке, другой медленно едет по внешнему кругу. Спортсмены могут меняться в любое время гонки.
Промежуточные финиши проводят через каждые несколько кругов в зависимости от дистанции (на Чемпионатах мира число кругов между промежуточными финишами такое же, как в гонке по очкам). Первая команда получает 5 очков, а три последующие — 3, 2 и 1 очко соответственно. Выигрывает та команда, которая набрала больше всего очков. Если у команд равные показатели, то победитель определяется по последнему промежуточному финишу.
В октябре 2016 года Международный союз велосипедистов внес поправки в официальные правила мэдисона. Так, теперь очки, получаемые на последнем промежуточном финише, удвоены (10, 6, 4 и 2 соответственно). Если команда обгоняет основную группу или отстает от неё на круг, то команда получает или теряет соответственно 20 очков.